# مهرجان جمعية الأمم المتحدة للأفلام الوثائقية
مهرجان جمعية الأمم المتحدة للأفلام الوثائقية هو مهرجان دولي للأفلام الوثائقية تأسس على يد جاسمينا بوجيك، وهي معلمة وناقدة أفلام في جامعة ستانفورد، في عام 1998 لتكريم الذكرى الخمسين للإعلان العالمي لحقوق الإنسان.  يعرض المهرجان أفلامًا وثائقية تتعلق بحقوق الإنسان والقضايا/الحلول الاجتماعية، ويعقد منتديات نقاش مع خبراء في الموضوعات.
يقام المهرجان سنويًا في شهر أكتوبر في بالو ألتو وشرق بالو ألتو وسان فرانسيسكو وجامعة ستانفورد، ويستمر لمدة 11 يومًا تقريبًا.     

## تاريخ
تأسست المهرجان في عام 1998 على يد جاسمينا بوجيك، المحاضرة في جامعة ستانفورد في العلاقات الدولية والفائزة بميدالية اليونسكو في عام 2014 لمساهمتها في الترويج للإعلان العالمي لحقوق الإنسان من خلال الأفلام الوثائقية.  
في حين أن المهرجان يدعم هدف الأمم المتحدة، فهو مشروع مستقل لجمعية الأمم المتحدة في الولايات المتحدة وهو كيان مستقل مالياً وإدارياً.
يقام المهرجان بشكل مستمر منذ عام 1998 وأصبح أحد أقدم المهرجانات المخصصة للأفلام الوثائقية فقط في الولايات المتحدة.
في عام 2020، أقيم المهرجان عبر الإنترنت لأول مرة بسبب ظروف مرض فيروس كورونا 2019.
كان موضوع المهرجان لعام 2022  "التأملات"، وتاريخ انعقاده هو 20-30 أكتوبر 2022.

## المهرجان والاختيار
في كل عام، يكون للمهرجان موضوع معين. وقد شمل قضايا التعليم والعولمة والصحة والبيئة والاستدامة واللاجئين والحرب والسلام.  تبدأ عملية تقديم الأفلام في شهر يناير، وتتم عملية الاختيار خلال شهر يونيو من كل عام. إن عملية الاختيار تنافسية للغاية (بالنسبة لعام 2020، تم اختيار 60 فيلمًا فقط من بين 600 فيلم تم تقديمها ومراجعتها من قبل لجنة التحكيم). عرض المهرجان أفلامًا فازت لاحقًا بجوائز كبرى (8 أفلام فائزة بجوائز الأوسكار و30 فيلمًا وثائقيًا مرشحًا لجوائز الأوسكار). هناك حلقات نقاش مع خبراء بارزين وصناع أفلام وأعضاء من المجتمع لمناقشة القضايا الصعبة والحلول.

## الجوائز
وهو مهرجان سينمائي محكم يتم عرض الأفلام المشاركة فيه واختيارها من قبل مجموعة مخصصة من المحكمين القادمين من مختلف مناحي الحياة والفئات العمرية والخلفيات - من خبراء الأفلام والأكاديميين إلى أعضاء المجتمع والطلاب والمهنيين المهتمين - الذين يقومون بمراجعة ومناقشة الأفلام المقدمة وتحديد أي منها سيتم عرضه في أكتوبر.
هناك 6 جوائز أساسية:
- جائزة لجنة التحكيم الكبرى لأفضل فيلم وثائقي
- جائزة لجنة التحكيم الكبرى لأفضل فيلم وثائقي قصير
- جائزة رؤية الشباب
- جائزة التصوير السينمائي
- جائزة التحرير
- جائزة الرؤية

## برامج على مدار العام
يتم تنظيم العديد من البرامج على مدار العام لتوسيع نطاق تأثير الأفلام المختارة في المهرجان.

### مهرجان الأفلام المتنقلة
منذ عام 2000، يقام المهرجان المتنقل على مدار العام بالتعاون مع فروع جمعية الأمم المتحدة والجامعات ومهرجانات الأفلام الأخرى والمنظمات المجتمعية في جميع أنحاء الولايات المتحدة والخارج. يتم اختيار الأفلام من بين الأفلام المعروضة في المهرجان السنوي. وقد أقيمت حتى الآن في بيلفيو، بيركلي، بوسطن، بيرلينجتون، كامبريدج، تشابل هيل، شيكاغو، ديفيس، دنفر، دورهام، فرايبورج، هونولولو، هيوستن، لاكروس، لاس فيغاس، لوس أنجلوس، ميامي، مونتيري، نيوهافين، نيويورك، فيلادلفيا، سولت ليك، سان دييغو، سانتا كروز، ساراتوجا، سيباستوبول، سونوما، واشنطن العاصمة، ووكيشا، وعلى الصعيد الدولي في أبو ظبي، بلغراد، كرانجسكا غورا، باريس، بنوم بنه، والبندقية. 

### في المدارس
تعرض هذه السلسلة أفلامًا وثائقية تتعلق بالمراهقين (تستهدف طلاب المدارس المتوسطة / الثانوية)، تليها مناقشة مفتوحة مع صناع الأفلام. بدأت في عام 2005.

### لكبار السن
تعرض هذه السلسلة أفلامًا وثائقية ذات صلة بأعضاء كبار السن في المجتمع. بدأت في عام 2007.

### للأطفال
هذه السلسلة من الأفلام الوثائقية مناسبة للأطفال من سن 7 إلى 12 عامًا، وتعلم الأطفال من خلال الأنشطة العملية عن العالم من حولنا.

### مقهى المهرجان
هذه السلسلة من الأفلام الوثائقية تقوم بتصوير وإجراء مناقشات في أماكن/مناسبات مختلفة في المجتمع.  بدأت في عام 2010

### مع المحاربين القدامى
تقدم هذه السلسلة أفلامًا وثائقية للمحاربين القدامى وعائلاتهم. بدأت في عام 2014.

### صالون المرأة
بدأت هذه السلسلة في عام 2015 لتشجيع النساء على المناقشة النشطة في بيئة داعمة

### في المكتبات
يجمع هذا البرنامج بين الأفلام الوثائقية وحب الأدب

### الأرشيف
يقدم هذا البرنامج مواد بحثية لطلاب السينما والسياسة والعلاقات الدولية

### الكاميرا كشاهد
هذه السلسلة هي تعاون بين مؤسسة المهرجان ومؤسسة فنون ستانفورد، ويتم تنفيذه في جامعة ستانفورد، حيث يتم تقديم الأفلام الوثائقية للطلاب/أعضاء المجتمع على مدار العام. 

## الجمعيات
وتضم اللجنة الفخرية رجل الأعمال تيد تيرنر وويليام هنري درابر، والمنتجة الهوليودية جيل آن هورد، والحائزة على جائزة الأوسكار باربرا ترينت، والمرشحة لجائزة الأوسكار إيريكا سانتو، وعدد من نجوم السينما والموسيقى المعروفين بمشاركتهم في حقوق الإنسان. ومن بينهم أليك بالدوين، وبيتر كايوت، ولوليتا دافيدوفيتش، وداني جلوفر، وديريل هانا، وسوزان ساراندون، وجون سافاج، وزوكيرو. 